# Crucitragus crucifer
Crucitragus crucifer là một loài bọ cánh cứng trong họ Cerambycidae.